# Hakan Özmert
Hakan Özmert (Nantes, 3 giugno 1985) è un ex calciatore turco, di ruolo centrocampista.